# Спліт (1939)
«Спліт» — есмінець, спроєктований для Королівських військово-морських сил Югославії у кінці 1930-тих. Будівництво розпочалося 1939, але корабель був захоплений недобудованим італійцями під час вторгнення у Югославію у квітні 1941.
Вони продовжили будівництво корабля, але процес, перерваний на певний час диверсією, так і не завершився до моменту, коли есмінець затопили після капітуляції Італії у вересні 1943. Німці окупували місто Спліт та підняли есмінець на поверхню того ж року, проте лише для того, щоб зняти з нього цінне для Крігсмаріне обладнання. Корабель знову затопили до того, як містом оволоділи югославські партизани наприкінці 1944. «Спліт» підняли ще раз, проте нова Соціалістична Федеративна Республіка Югославія не мала багато ресурсів і роботи на есмінцеві значно не просунулися до моменту розколу Тіто зі Сталіним в 1948. Ця подія практично зупинила процес оснащення корабля озброєнням та технічної підтримки процесу будівництва. Відповідна підтримка та обладнання були надані США та Великою Британією, що дозволило завершити процес будівництва корабля через 20 років після його початку. Він формально увійшов у стрій у червні 1958 та виконував роль флагманського корабля переважну частину своєї кар'єри. «Спліт» став навчальним кораблем наприкінці 1970-тих після вибуху котла. Корабель вивели з експлуатації у 1980 році та утилізували через шість років.

## Конструкція
Керівництво ВМС Югославії наприкінці 1930 вирішило замовити один великий есмінець замість побудови ще двох менших типу «Београд». Причиною такого рішення стали сумніви у здатності менших кораблів адекватно забезпечувати крейсерську війну — стратегію, яку обрали для дій на випадок війни з Італією. Вибір було зроблено на користь значно більшого за розмірами еквівалента виконавця ролі лідера есмінців «Дубровник», який міг би перемогти у артилерійському бою будь який італійський есмінець. Французька компанія Ateliers et Chantiers de la Loire була обрана для створення проєкту 2 610 тонного корабля, основою якого були французькі есмінці типу «Лю Фантаск». Будував корабель Yarrow Shipbuilders на своїй верфі у Спліті. Корабель був названий на честь цього міста.
Оснащення корабля Югославія купувала у різних державах. Дві парові турбіни та котли мали надати кораблю швидкість у 37 вузлів, забезпечуючи потужність у 55 000 кінських сил, були британськими. Система керування артилерією, з двома приладами керування артилерійським вогнем, та радіообладнання було французьким, тоді як озброєння мали поставити Škoda з Чехословаччини.
За проєктом озброєння корабля мало складатися з п'яти 140 міліметрових гармат довжиною ствола 56-калібрів в одиночних баштах, п'ять спарених установок 40 міліметрових автоматичних гармат довжиною ствола 67 калібрів, а також вісім 15 міліметрових важких зенітних кулеметів ZB-60. Есмінець ніс також три строєні 533 міліметрові торпедні апарати.
Пріоритет для югославів надійності протиповітряної оборони означав, що «Спліт» міг мати лише одну трубу, аби забезпечити найкращий можливий сектор ведення вогню зеніткам, що, своєю чергою, означало, що котельне відділення розташовувалося поряд з машинним. Така схема робила есмінець вразливим, оскільки одне вдале торпедне влучання противника могло повністю його знерухомити.